# Prévisualisation

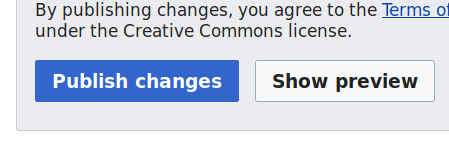
Exemple de bouton de prévisualisation sur MediaWiki "Show preview" proposant à prévisualiser la modification avant de la publier

Pour les articles homonymes, voir Aperçu.
La prévisualisation ou l'aperçu est une fonctionnalité informatique permettant à l'utilisateur, avant de valider une action (en particulier une modification sur un document), d'apprécier les répercussions qu'elle aura. Le but est de pouvoir vérifier que le résultat correspondra à ses attentes, et le cas échéant de procéder aux corrections adéquates, avant de prévisualiser à nouveau ou de valider. Cette fonctionnalité participe d'une démarche de création par tâtonnement.
Elle est présente :
- Dans la prévisualisation dans le domaine du design graphique : dans les logiciels de design graphique, la prévisualisation permet aux designers de voir un aperçu de leur travail avant de le finaliser et de l'exporter. Cela leur permet de faire des ajustements et de s'assurer du résultat souhaité.

- Dans la prévisualisation dans le montage vidéo : dans les logiciels de montage vidéo, la prévisualisation assure aux monteurs de prévisualiser en temps réel ou quasi réel leurs modifications, effets et transitions. Cela les aide à effectuer les changements nécessaires et à obtenir une vidéo finale fluide et cohérente.

- Dans la prévisualisation dans le développement web : dans le développement web, la prévisualisation peut désigner le processus de visualisation d'un site web ou d'une page web avant sa publication ou sa mise en ligne. Cela assure aux développeurs de vérifier la mise en page, la fonctionnalité et la réactivité du site sur différents appareils et navigateurs.
- Dans la prévisualisation d'un logiciel de tournage de vidéo (comme OBS) : il permet de visualiser le flux en train d'être tourné. Cela assure à la personne qui filme que le contenu filmé n'a pas de problème particulier.

- Dans la prévisualisation dans la modélisation 3D et l'animation : dans le domaine de la modélisation 3D et de l'animation, la prévisualisation est utilisée pour prévisualiser le rendu et l'animation d'objets ou de scènes en 3D. Cela aide les artistes et les animateurs à visualiser leur travail et à apporter des ajustements avant la génération finale du rendu ou de l'animation.

- Dans l'impression.

Dans l'ensemble, la prévisualisation joue un rôle crucial dans différents aspects de l'informatique, permettant aux professionnels de prévisualiser et de peaufiner leur travail avant la production de la sortie finale.
Elle est plus particulièrement utile sur des dispositifs qui ne sont pas WYSIWYG.